# Рурд-Ель-Багель – LR1
Рурд-Ель-Багель – LR1 – трубопровід, який належатиме до інфраструктури нафтового родовища Рурд-Ель-Багель.
В 2025 році на Рурд-Ель-Багель очікується запуск установки вилучення зрідженого нафтового газу (ЗНГ). Видача її продукції передбачена за допомогою спеціалізованого трубопроводу довжиною 65 км та діаметром 350 мм, який надасть змогу передавати ЗНГ до трубопроводу LR1 (Алрар – Хассі-Р'Мель).
Контракт на будівництво трубопроводу Рурд-Ель-Багель – LR1 уклали в 2022 році.